# Tchetti
 (juin 2023).
Si vous disposez d'ouvrages ou d'articles de référence ou si vous connaissez des sites web de qualité traitant du thème abordé ici, merci de compléter l'article en donnant les références utiles à sa vérifiabilité et en les liant à la section « Notes et références ».
 (juin 2023).
La mise en forme du texte ne suit pas les recommandations de Wikipédia : il faut le « wikifier ».
Les points d'amélioration suivants sont les cas les plus fréquents. Le détail des points à revoir est peut-être précisé sur la page de discussion.
- Les titres sont pré-formatés par le logiciel. Ils ne sont ni en capitales, ni en gras.
- Le texte ne doit pas être écrit en capitales (les noms de famille non plus), ni en gras, ni en italique, ni en « petit »…
- Le gras n'est utilisé que pour surligner le titre de l'article dans l'introduction, une seule fois.
- L'italique est rarement utilisé : mots en langue étrangère, titres d'œuvres, noms de bateaux, etc.
- Les citations ne sont pas en italique mais en corps de texte normal. Elles sont entourées par des guillemets français : « et ».
- Les listes à puces sont à éviter, des paragraphes rédigés étant largement préférés. Les tableaux sont à réserver à la présentation de données structurées (résultats, etc.).
- Les appels de note de bas de page (petits chiffres en exposant, introduits par l'outil «  Source ») sont à placer entre la fin de phrase et le point final[comme ça].
- Les liens internes (vers d'autres articles de Wikipédia) sont à choisir avec parcimonie. Créez des liens vers des articles approfondissant le sujet. Les termes génériques sans rapport avec le sujet sont à éviter, ainsi que les répétitions de liens vers un même terme.
- Les liens externes sont à placer uniquement dans une section « Liens externes », à la fin de l'article. Ces liens sont à choisir avec parcimonie suivant les règles définies. Si un lien sert de source à l'article, son insertion dans le texte est à faire par les notes de bas de page.
- La présentation des références doit suivre les conventions bibliographiques. Il est recommandé d'utiliser les modèles {{Ouvrage}}, {{Chapitre}}, {{Article}}, {{Lien web}} et/ou {{Bibliographie}}. Le mode d'édition visuel peut mettre en forme automatiquement les références.
- Insérer une infobox (cadre d'informations à droite) n'est pas obligatoire pour parachever la mise en page.

Pour une aide détaillée, merci de consulter Aide:Wikification.
Si vous pensez que ces points ont été résolus, vous pouvez retirer ce bandeau et améliorer la mise en forme d'un autre article.

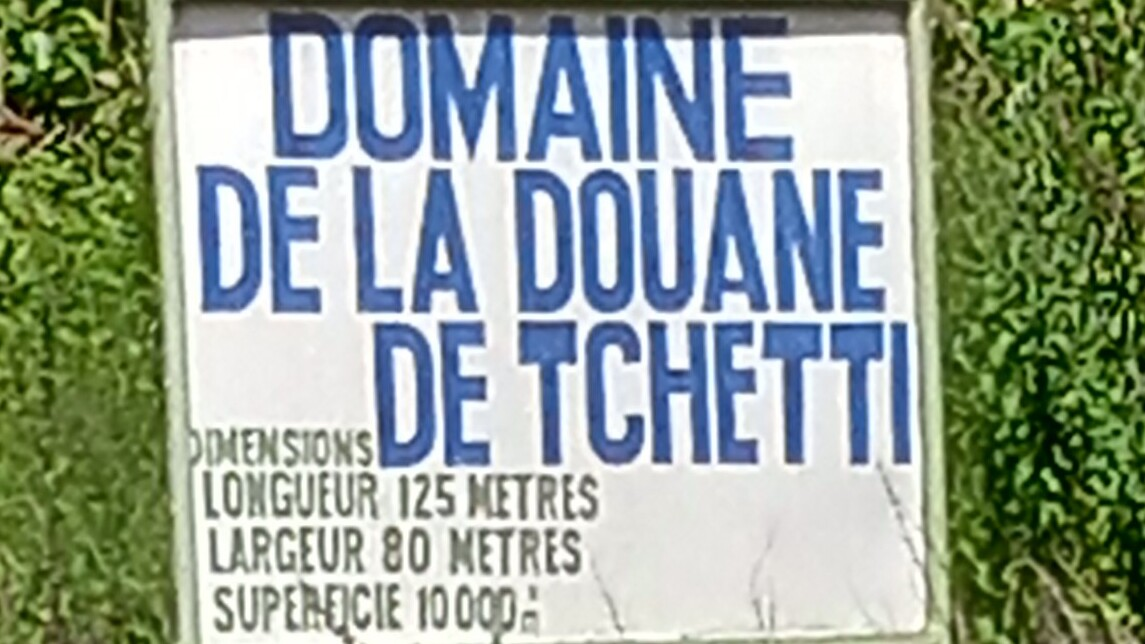
Plaque identification de parcelle de la Douane à Tchetti

Tchetti est l'un des quatorze arrondissements de la commune de Savalou dans le département des Collines au centre du Bénin. Il est à la frontière du Bénin avec le Togo. Dominé par l'ethnie Ifè (nago, yoruba), la majorité des habitants de Tchetti a comme activité principale l'agriculture suivie du commerce. Les gens de Tchetti sont connus par leur loyauté. Tchetti abrite un grand marché (Adjégoulè) animé tous les Lundis.
Le marché accueil généralement les villages environnants notamment : doumé, Ottola, lema, Djaloukou, Agouna ; de certaines villes comme savalou, Djidja, Bohicon, Abomey, Bantè et aussi la présence massive des togolais et certains Nigérians.

## Géographie
L'arrondissement de Tchetti est situé au centre du Bénin et compte 5 villages. Il s'agit de : 
- Adjoya Koffodoua
- Obicro
- Odo Agbon
- Tchetti.

## Histoire
Quelques quartiers de Tchetti: 
Ngbenoun
Tchodja
Attiba
Carré 
Kokogbéri
Carré Ndatcha

## Démographie
Selon le recensement de la population de 2013 conduit par l'Institut national de la statistique et de l'analyse économique (INSAE), Tchetti compte 11897 habitants.